# Криворуков, Иван Николаевич
Иван Николаевич Криворуков (6 (18) января 1883 года, Кишинёв — 1937) — российский и молдавский революционный деятель, член РСДРП.

## Биография
Родился в городе Кишинёве в семье портного, окончил церковно-приходскую училище. После чего поступил в Бендерское четырехклассное уездное училище. В 1901—1903 годах выполнял техническую работу по поручению Кишинёвской группы РСДРП и вёл агитационную деятельность, а в 1902 году стал членом партии. В 1904 году призван на военную службу матросом Черноморского флота в Севастополе, где стал шкипером броненосца «Князь Потёмкин Таврический». С самого начала службы вошёл в состав военно-революционного органа РСДРП под кличкой «Иваненко», вёл агитационную и пропагандистскую деятельность среди матросов, стал делегатом от 36-го флотского экипажа в Совете депутатов Севастополя, но был списан с корабля как «политически неблагонадежный». Являясь членом гарнизонного военного совета, участвовал в подготовке восстания Черноморского флота, которое было подавлено. А сам Криворуков арестован 16 ноября 1905 года и заключён под стражу в плавучую тюрьму «Саратов», откуда в апреле 1906 года сбежал с группой матросов в Румынию, а затем перебрался в Харьков, где местный комитет РСДРП назначил его руководителем подпольной типографии. В 1907 году вновь арестован и отправлен в Севастополь, где был осуждён Военно-морским судом на 17 лет каторги по статьям 100 и 109 Уголовного уложения и отправлен в Александровский централ.
После февральской революции в марте 1917 года был освобождён из тюрьмы, а в апреле вернулся в Кишинёв, где был избран сначала секретарём профсоюза пекарей, а затем и секретарём Центрального бюро профсоюзов. После октябрьской революции Кишинёвский Совет рабочих и солдатских депутатов признал Советское правительство, после чего эсеро-меньшевистский президиум исполнительного комитета подал в отставку, а взамен был избран новый, в состав которого вошёл и Криворуков. В конце 1917 года — начале 1918 года на территории Молдавии была установлена советская власть, но вскоре вспыхнули военные действия против Румынии и Молдавской Народной Республики. Криворуков вошёл в состав парламента Молдавской Народной Республики — Сфатул Цэрий, где как представитель профсоюзов выступил против объединения Бессарабии с Румынией и скрылся. Тем временем большевики организовали подпольные организации, в том числе в Одессе. В ноябре 1918 года Одесский губернский (областной) подпольный исполнительный комитет принял Криворукова в состав РКП(б), а позже он возглавил Бессарабское бюро. В начале 1919 года областной исполнительный комитет наметил состав Временного рабоче-крестьянского правительства Бессарабии в составе: Криворукова Ивана Николаевича — председатель и народный комиссар внутренних дел, Ушан З. С.  — народный комиссар финансов, Аладжалов — народный комиссар юстиции, Понамаренко — народный комиссар путей сообщения, Касперовский Г. А. — народный комиссар просвещения, Бужор — народный комиссар иностранных дел, Визгирд И. Д.  — управляющий делами, который был отправлен в Политбюро ЦК КП(б)У на утверждение, где он был утверждён в апреле 1919 года. Помимо этого дополнительно в состав правительства вошли Григорий Иванович Старый (Борисов) — народным комиссаром труда и Гумберт — народным комиссаром рабоче-крестьянской инспекции. Приступив к работе, правительство провозгласило создание Бессарабской Советской Социалистической Республики, как составной части РСФСР, со временной столицей в Тирасполе. После наступления союзных войск ставка правительства по распоряжению Криворукова была перенесена на станцию Ново-Савицкая. Тем временем в румынскими властями в Кишинёве 24 июня — 29 августа 1919 года был проведён «процесс 108-и», где заочно были осуждены большинство членов Бессарабского бюро и военно-революционного комитета, где Криворуков был приговорён к смертной казни.
По собственным воспоминаниям в ходе отъезда на станцию Бобринская на поезде, который в результате диверсии по пути сходит с рельс, а на оставшихся нападают отряды Махно. Криворуков с двумя товарищами добрался до станции Цветная, оттуда в Киев, а затем в Москву. Правительство Бессарабской ССР фактически прекратило своё существование.
Тем временем на юге России развернулось наступление белой армии Деникина и Криворукова мобилизовали на фронт и назначили военкомом 133-й бригады 45-й бессарабской дивизии, откуда он позже попал в сыпно-тифозное отделение.
В 1920—1921 годах являлся председателем Тираспольской уездной чрезвычайной комиссии (ЧК) Одесской губернии. Позже возглавлял аграрную секцию Временного революционного комитета и партийное организационное бюро Молдавской Автономной Советской Социалистической Республики (МАССР), а в апреле 1925 года вошёл в состав правительства республики, как народный комиссар земледелия. Позже был избран членом ЦИК МАССР и ЦИК Союза ССР третьего созыва.
В 1926 году Криворуков был назначен на должность директора Укрвинотделуправления (позже — Укрсадвинтрест).